# Sociedad homogénea
Una cultura homogénea es una sociedad en la que todos sus individuos comparten tanto una misma etnicidad racial, como una misma lengua y una serie de creencias  y comunes o muy similares.
Se trata de una sociedad donde sus miembros comparten una cultura, costumbres y modo de pensar. 
Así han sido siempre las sociedades y culturas alrededor del mundo durante milenios, si bien durante el surgimiento de los primeros grandes imperios, la multietnicidad y diversidad de lenguas se volvieron una cada vez más comunes, tales como Egipto, el Imperio Otomano o la Corona Española durante el siglo XVI, pasando por ejemplos más recientes, tales como la Unión Soviética.
La homogeneidad racial en el pasado fue arduamente perseguida por muy diversos motivos, fuerase en pos de una mayor cohesión social, lingüístico o religioso, o por fines netamente políticos o militares. 
Debido al rápido globalismo que experimenta un mundo cada vez más interconectado, e inmigración, hoy en día la homogeneidad es cada vez menor y más difusa en la mayor parte de países en el mundo. Ejemplos de países muy homogéneos culturalmente serían Japón, Corea del Sur y Norte, Hungría o Arabia Saudí, si bien en ambos casos existen culturas autóctonas minoritarias tales como la cultura Ryukyu en Japón, o las diversas etnias persas y turcas en Arabia.
- Datos: Q6131072